# Handball Club de Nantes
Ne pas confondre avec le club féminin des Neptunes de Nantes.
Maillots
Actualités
Dernière mise à jour : 29 novembre 2023.

Le Handball Club de Nantes (HBCN) est un club de handball français, situé à Nantes et créé en 1953. Le club évolue en Starligue, le plus haut niveau national, depuis 2008. Il a également atteint la finale de la Ligue des champions en 2018.

## Histoire du club
- 29 juin 1953 : Fondation du Handball Club Nantais
- 1965 : promotion en Championnat de France élite.
- 1967 : relégation en Excellence (D2).
- 2000 : promotion en Nationale 1 (D3).
- 2005 : promotion en D2.
- 2008 : champion de D2 et accession en Division 1.
- 2012 : première finale en Coupe de la Ligue.
- 2013 : première finale européenne en Coupe de l'EHF.
- 2015 : première victoire en Coupe de la Ligue.
- 2017 : victoire en Coupe de France et 2e place en Championnat.
- 2018 : Finaliste de la Ligue des champions.

### Les débuts du Handball Club Nantais
L'histoire du HBCN a traversé celle de Nantes. L'idée de monter un club est apparue en 1953, dans le célèbre café « La Régence », non loin de la Place du Commerce. Puis le club transfère son siège social dans la plus grande brasserie de la cité des Ducs, « La Cigale ». Les matchs se déroulent alors au Champ-de-Mars, face au stade Marcel-Saupin, lieu culte des grandes années du FC Nantes. Les derbys très chauds de l'époque s'y déroulent face à la Laetitia et le Nantes Étudiants Club.
Lors de la saison 1964-1965, le club, issu de la fusion des deux précédents, est nommé Handball Club Nantais. Il termine premier de sa poule en Championnat Excellence (Division 2) et est promu en Division Nationale. Les Nantais terminent dernier de leur poule mais obtiennent malgré tout leur maintien dans l’élite à l’issue des barrages, profitant du passage de 24 à 32 clubs en championnat. Néanmoins, le club est relégué au terme de la saison 1966-1967.

### Dans l'anonymat des années 1970 à 2000
Quelques années plus tard, le "H" s'installe dans le quartier populaire des Dervallières, puis, plus tard au complexe sportif de Mangin-Beaulieu, d'une capacité d'environ 2 000 places. En fin de saison 2011, la mairie de Nantes offre au club le palais des sports de Beaulieu, où il a installé son siège social autour d'une salle modulable de 5 500 places assises.
Durant les saisons 1988-1989 et 1989-1990, le HBCN connait deux années exceptionnelles où il flirte avec les sommets. Tout d'abord c'est la montée en Division 2, puis les barrages perdus pour la montée en Division 1. Les années suivantes sont plus difficiles, durant lesquelles le club connaît plusieurs relégations.
Résolument tourné vers la formation, le HBCN encadre depuis plusieurs années des jeunes dans les quartiers, à la découverte du handball. Un centre de formation né depuis peu représente l'aboutissement de cette politique.
L'équipe dirigeante actuelle a mis en place une stratégie marquée par la volonté affirmée de rester dans l'élite. Un effectif stabilisé depuis plusieurs saisons, et un recrutement de qualité comptant des jeunes comme Mickaël Sincère (ex-Montpellier) et Anthony Lambert (ex-Chambéry) en 2006, et des joueurs plus expérimentés que sont Danilo Drobnjakovic et Frédéric Dole (ex-Montpellier et 25 sélections en équipe de France) en 2007, a contribué à réaliser une saison 2007-2008 exemplaire, qui se solde par une montée en Division 1 et un titre de champion de France de Division 2.
Le HBCN fait définitivement partie des grands clubs de l'Ouest de la France, et attire un public toujours plus nombreux, avec une moyenne pour la saison 2007-2008 de 1300 spectateurs; et une pointe à 2500 le 30 avril 2008 pour la soirée historique de montée en D1.

### Les premières saisons en D1
Avec un effectif stable, un recrutement intelligent basé sur l'expérience et le talent et un budget autour de 1,6 million €, le HBCN vise le maintien pour sa première saison dans l'élite. Au terme d'une saison compliquée qui a vu l'entraîneur Stéphane Moualek être remplacé par Grégory Cojean en février 2009, le club parvient à décrocher son maintien avec deux points d'avance sur le premier relégué, le Paris Handball. Le club obtient néanmoins le titre symbolique de meilleur public de France, battant par 3 fois le record de spectateurs pour un match de championnat en remplissant les 5 500 places du palais des sports de Beaulieu.
En avril 2009, Thierry Anti arrive au club, tout d'abord pour raison administrative en secondant Cojean (un entraîneur de LNH doit disposer du diplôme de niveau 6 performance) pour ensuite en devenir l'entraîneur principal à compter de la saison 2009-2010. Après une première partie de saison digne d'un club prétendant à l'Europe, l'équipe réalise une phase retour de championnat plus poussive, terminant à une encourageante 9e place.
Pour 2010-2011, le groupe arrive à la fin d'un cycle, avec beaucoup de joueurs en fin de contrat et non renouvelés. Le recrutement est basé sur l'apport de joueurs jeunes de haut niveau, encadrés par des cadres de l'équipe. Le club stabilise ses structures avec un budget constant et un centre de formation qui continue à sortir des talents. Le HBC Nantes crée son premier exploit lors de la phase retour du championnat 2010-2011 en battant Chambery Savoie Handball de 2 buts à la maison et termine la saison à cinquième place, synonyme de qualification pour la première fois de son histoire en coupe d'Europe (Coupe de l'EHF).

### 2011 à 2016, montée en puissance

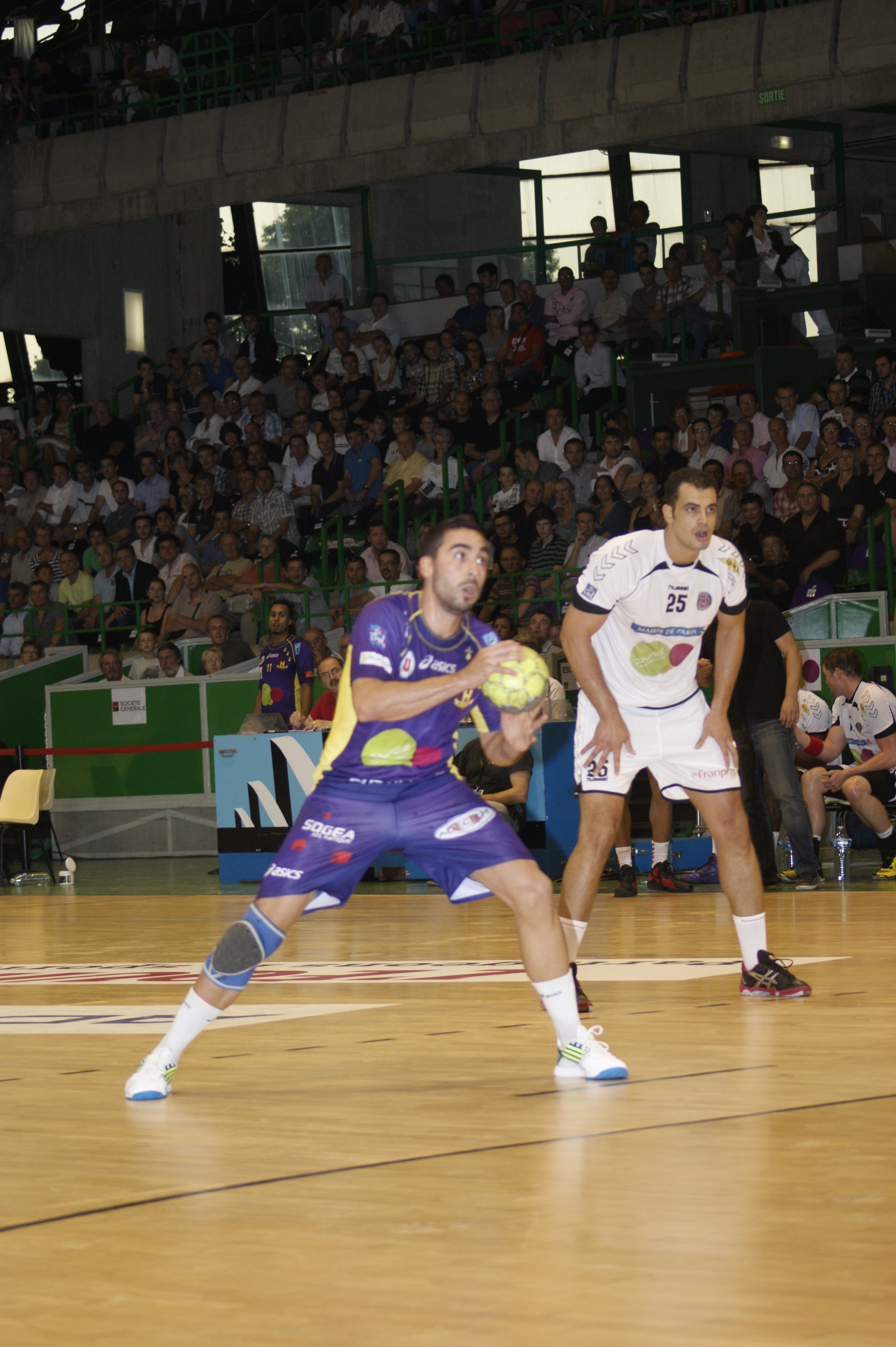
L'espagnol Valero Rivera est la première recrue d'envergure internationale du club.

Lors de la saison 2011-2012, Nantes crée de nouvelles belles performances en atteignant pour la première fois de son histoire la demi-finale d'une coupe nationale : en coupe de la Ligue, le H élimine le Paris Handball puis le Fenix Toulouse Handball pour avoir la droit de disputer la Finale à quatre organisée à domicile en décembre. Néanmoins, Saint-Raphaël s'impose et empêche à Nantes d'avoir l'honneur de défier Montpellier en finale. En coupe de France, les joueurs de Thierry Anti réalisent un bel exploit en battant Dunkerque Handball Grand Littoral à Dunkerque (tenant en titre) en huitième de finale (28-28, 3-2 aux jets de 7 mètres). Vainqueur ensuite une nouvelle fois du Paris Handball, le club est nettement battu en demi-finale par Montpellier 36 à 26. Pourtant, en championnat, Nantes est parvenu à tenir aux Montpellierains en mettant fin à 40 victoires de suite en championnat (match nul 29-29). Bien que cette saison 2011-2012 ait été marquée par un nombre important de match nuls (7 au cours des 20 premières journées), à l'aube de la dernière journée, le HBC Nantes est 5e et se déplace à Dunkerque, 4e avec deux points d'avance. Après un match tendu, c'est le HBC Nantes qui s'impose 28-25 à Dunkerque dans cette « finale », ce qui permet, grâce à une différence de buts particulière positive, au « H » de grimper à cette 4e place qualificative en coupe d'Europe.
La saison 2012-2013 est d'abord marquée par les résultats en coupe de la Ligue : vainqueur du Paris Saint-Germain à Paris en quart de finale, le club s'impose cette fois en demi-finale face à Sélestat pour disputer sa première finale nationale. Mais c'est Dunkerque qui inscrit son nom au palmarès (défaite 24 à 28). En championnat, si le H reste une nouvelle fois derrière Montpellier, Chambéry et Dunkerque, la montée en puissance du nouveau champion, le Paris Saint-Germain, fait perdre une place au club qui termine à la 5e place. Pour autant, le club vit une fin de saison exceptionnelle en Coupe de l'EHF : pour sa deuxième campagne européenne, Nantes est désigné par la Fédération européenne de handball pour organiser de la phase finale (Final Four) de la compétition, ce choix permettant également au club d'être exempté de quart de finale. Grâce notamment aux 8 buts de Valero Rivera, Nantes écarte les danois du Team Tvis Holstebro en demi-finale (26-20) pour s'offrir une finale royale face aux Allemands des Rhein-Neckar Löwen. Malgré une belle prestation nantaise, le collectif porté notamment par Uwe Gensheimer (10 buts) et Bjarte Myrhol (6 buts) est plus fort et Nantes s'incline 24 à 26.
Les années se ressemblent pour les supporters nantais qui soutiennent leur équipe fanion. Le HBC Nantes détient la plus grande affluence de spectateurs au terme d’une saison sportive. Mais un cap a été passé en 2012/2013 où plus de 100 000 spectateurs cumulés, toutes compétitions
confondues, se sont pressés dans les tribunes de Beaulieu. Cela est impressionnant mais surtout, c’est un nouveau record français. Quelques mois plus tard, le «H» décroche aussi le record de France d’affluence pour un match de D1 en décembre 2013. La rencontre contre le Paris Saint-Germain était délocalisée pour l’occasion à la Halle XXL du Parc des Expositions de la Beaujoire, et 9357 spectateurs ont assisté à la victoire des Nantais ce soir-là. Ce record est battu un an plus tard : le 18 décembre 2014, le PSG s'impose devant 10 753 spectateurs au Hall XXL mais le HBC Nantes s'impose dans l'esprit collectif en décrochant ce nouveau record.

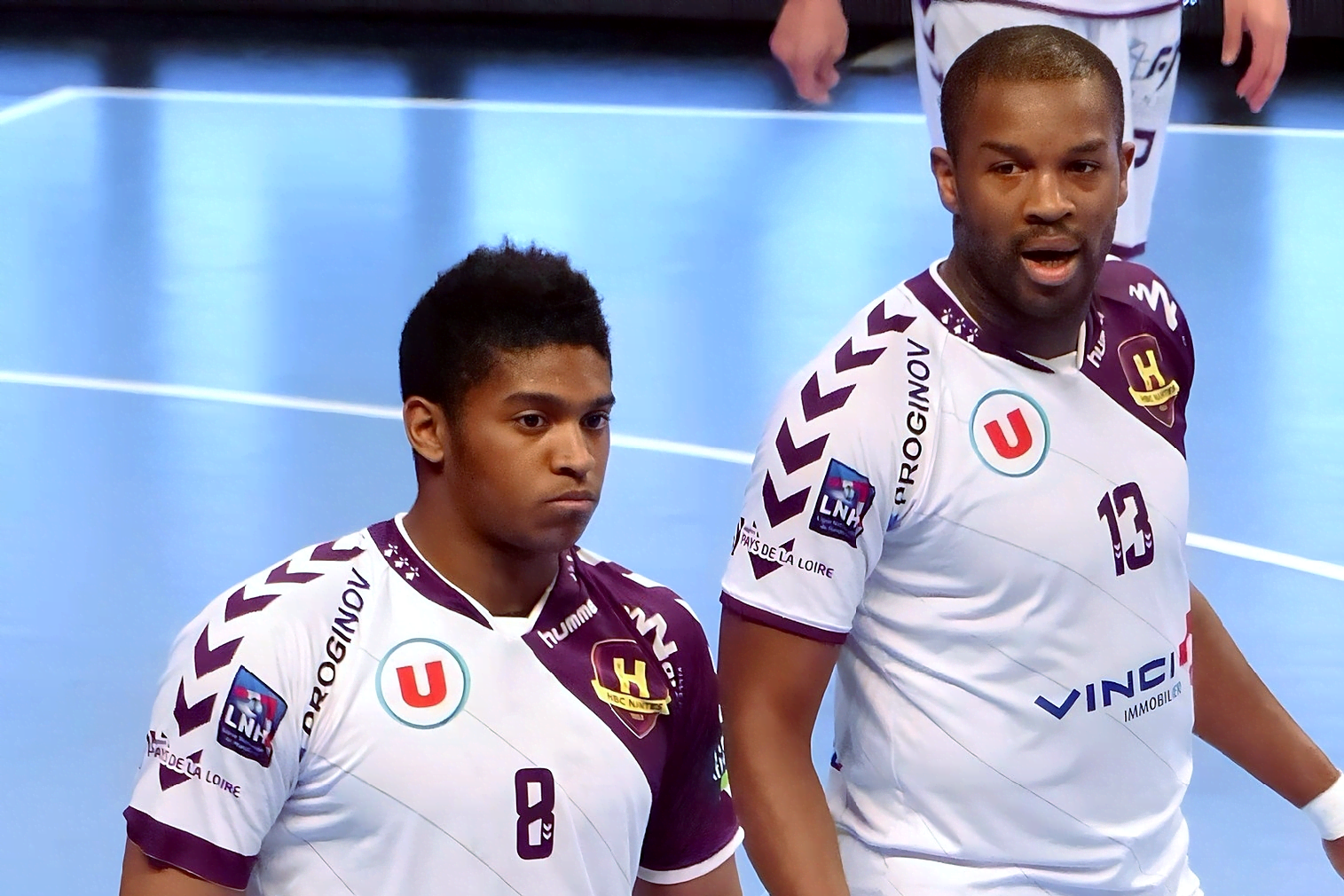
Rock Feliho et O'Brian Nyateu en 2014.

Pour autant, la saison 2013-2014 est de bonne facture : si le club retrouve la 4e place en championnat et atteint la demi-finale en coupe de France, le parcours s'arrête en quart de finale en coupe de la Ligue (battu à domicile par Dunkerque) et en Coupe de l'EHF (2 défaites face au Montpellier Handball. Nantes réalise ensuite une très bonne première partie de saison 2014-2015 : 4e au mitan du championnat, les Nantais se sont surtout distingués en coupe de la Ligue en s'imposant 24 à 25 en quart de finale à Paris. Au printemps, si le club reste toute la deuxième partie de saison à la 6e place, Nantes remporte son premier trophée en coupe de la Ligue : vainqueur du Cesson Rennes MHB en demi-finale (26-23), le H ne rate pas le coche face au Fenix Toulouse Handball (23 à 20). Une semaine plus tard, Montpellier est battu en demi-finale de la coupe de France et Nantes s'offre sa seconde finale de la saison. Face au PSG, les coéquipiers d'Igor Anic et Nicolas Claire réalisent un bon début de match (9-6 à la 12e minute) mais encaissent ensuite un 0-6 pour arriver à la mi-temps avec un déficit de deux buts (12-14). Nantes reprend la tête à la 44e minute (23-22) avant de craquer une nouvelle fois avec un 10-3 infligé par le PSG qui s'impose finalement 32 à 26.
En 2015, d'importants travaux réalisés dans le palais des sports de Beaulieu conduisent les joueurs de Thierry Anti à investir provisoirement la salle sportive métropolitaine de la Trocardière. Un outil ultra-moderne de 4500 places située à Rezé, que le HBC Nantes et ses supporters ont su s’approprier à vitesse grand V. Lors de la saison 2015-2016, le club est une nouvelle désigné pour organiser la phase finale de la Coupe de l'EHF. Difficile vainqueur du BM Granollers en demi-finale (27-26), le club s'offre sa seconde finale européenne. Opposé au club allemand du Frisch Auf Göppingen que Nantes a battu en phase de poule 27 à 24, tous les Nantais croient en leur chance de remporter le titre. Hélas, la bande de Rock Feliho passe complètement à côté de "sa" finale Européenne et ne peut empêcher Göppingen, autrement précis et surtout maître de ses émotions, de remporter sa troisième couronne continentale (26-32). Le H termine la saison à la 3e place en Championnat, le meilleur classement de son histoire.

### Depuis 2016, un club majeur en France et en Europe

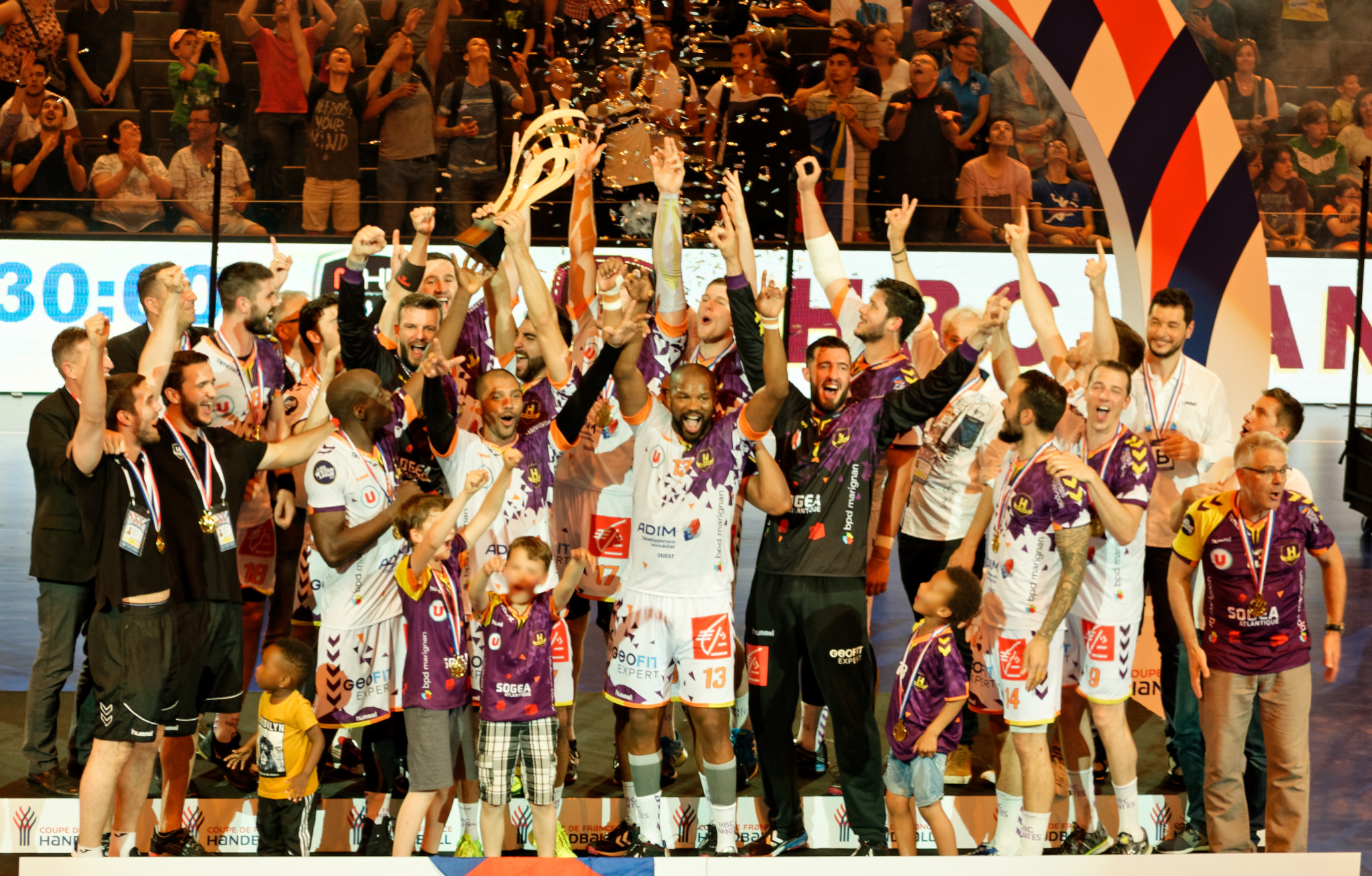
Nantes vainqueur de la Coupe de France 2016-17.

En 2016-2017, grâce à cette 3e place et à cette seconde finale européenne, le club est retenu pour participer à la plus prestigieuse des compétitions européennes, la Ligue des champions. Placé en poule basse, les Nantais terminent en tête de leur poule puis s'imposent nettement en demi-finale de qualification face au Naturhouse La Rioja (31-25 en Espagne puis 37-31 à domicile). Ainsi qualifié en huitième de finale, c'est toutefois le Paris Saint-Germain que les Nantais retrouvent : s'ils tiennent en échec les Parisiens lors du match aller à domicile (26-26), les dix buts de David Balaguer ne sont pas suffisants pour empêcher le PSG de s'imposer 35 à 27 au retour. Une semaine plus tard, les deux équipes se retrouvent en finale de la Coupe de la Ligue avec une nouvelle défaite nantaise 27 à 31, comme en début de saison lors du Trophée des champions. En revanche, en coupe de France, c'est le Montpellier Handball, qui a écarté le PSG en huitièmes de finale, que Nantes retrouve en finale : grâce aux 7 buts du duo Claire-Tournat, le HBC Nantes remporte le 2e titre du club depuis son accession dans l'élite. Cette saison exceptionnelle restera certainement gravée dans la mémoire des 114 000 spectateurs ayant fréquenté les tribunes nantaises (25 matchs à domicile).

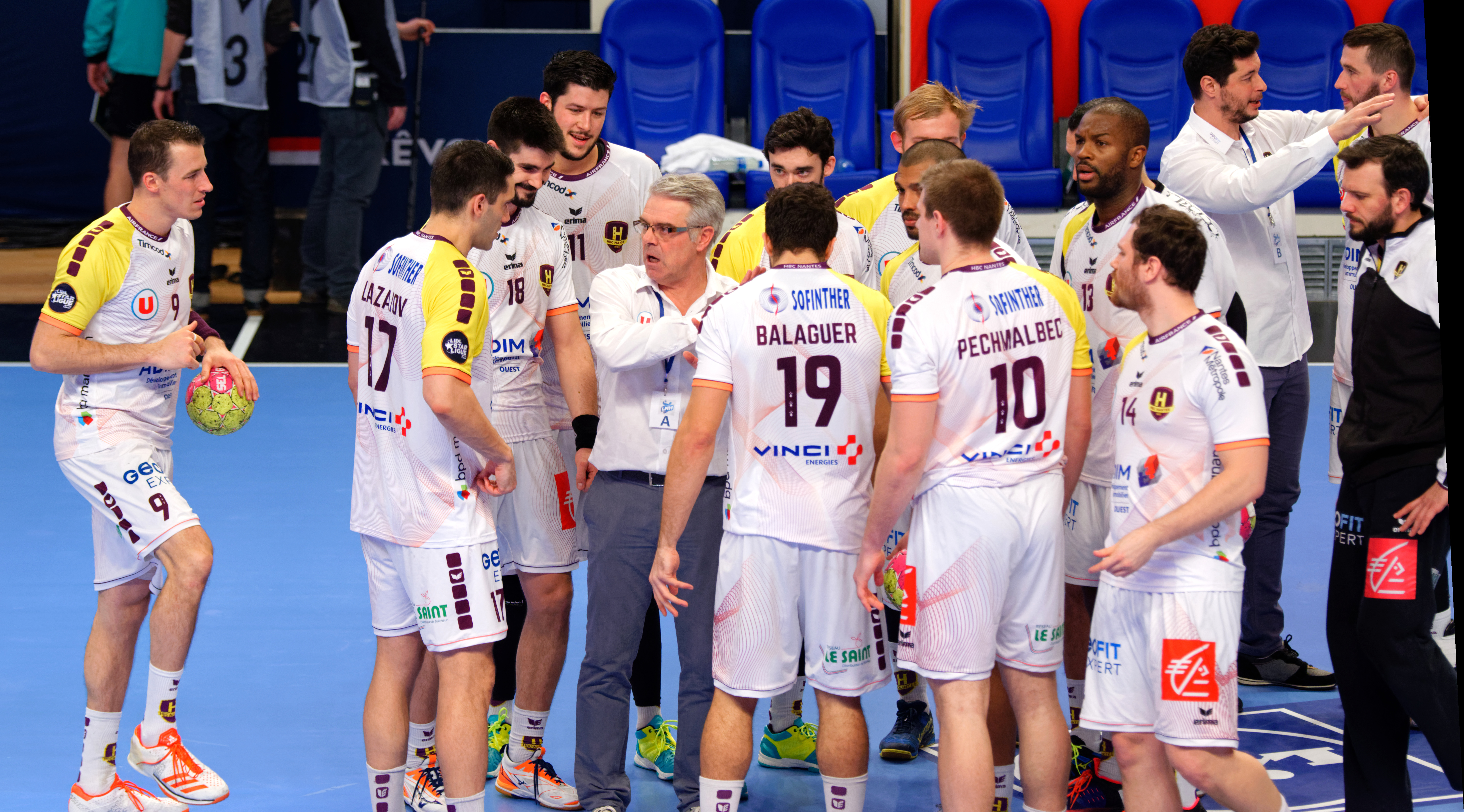
Thierry Anti et ses joueurs lors d'un temps-mort en décembre 2017.

La saison 2017-2018 débute par la première victoire du club au Trophée des champions. Dominé par Montpellier et Paris en championnat et battus en quart de finale de la Coupe de la Ligue (battu par Paris 33 à 35) puis de la coupe de France (après avoir refusé de rejouer 11e minutes face à l'USAM Nîmes Gard), c'est en Ligue des champions que le H réalise en saison exceptionnelle. Pour sa première saison en poule haute (Groupe A), le HBC Nantes réalise une excellente campagne avec 9 victoires, 2 matchs nuls et 3 défaites et termine à la 3e place avec le même nombre de points que le FC Barcelone et seulement un point de retard derrière le Vardar Skopje. En huitièmes de finale, Nantes s'impose nettement 32 à 24 en Biélorussie face au HC Meshkov Brest et se qualifie après le match nul 28 à 28 au retour. En quart de finale, les Nantais retrouvent les Danois du Skjern Håndbold, issu comme Montpellier des poules basses et vainqueur surprise du Veszprém KSE. Vainqueur de six buts au match aller à domicile puis menant de trois buts à la mi-temps, Nantes se qualifie pour la finale à quatre après avoir un temps douté à la suite du retour de Skjern en début de deuxième mi-temps (27-27 score final). Opposé au Paris Saint-Germain en demi-finale, le HBC Nantes s'impose 32-28 et se qualifie pour la finale, pour la première fois de son histoire. Il s'incline néanmoins contre le Montpellier Handball par 26-32.

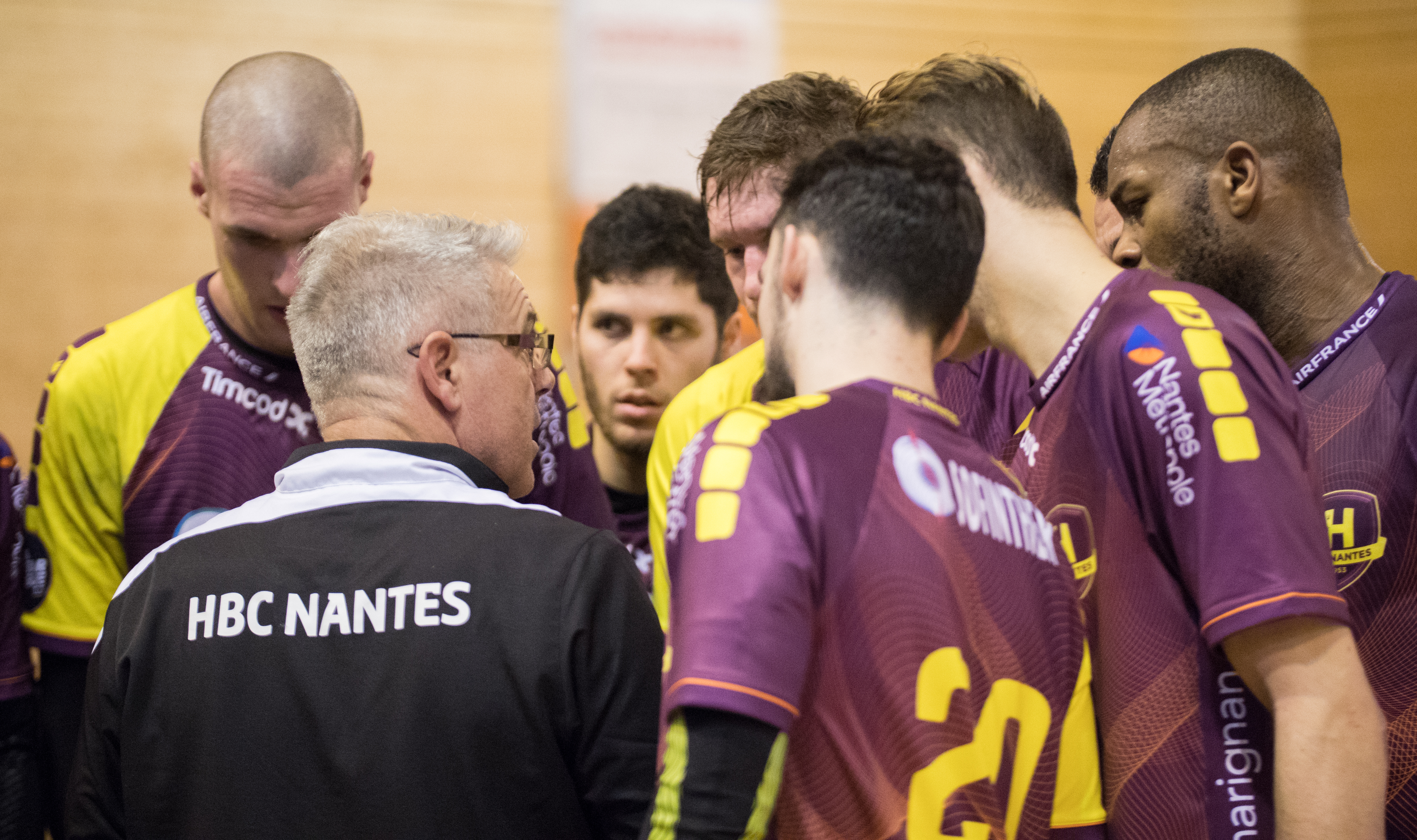
Thierry Anti et ses joueurs le 23 janvier 2018.

En juillet 2018, le HBC Nantes reprend possession du palais des sports de Beaulieu avec une salle principale pouvant atteindre désormais une jauge de 5 450 spectateurs. Le HBCN débute très fort la saison en battant Montpellier Handball sur le score de 31-28, lors de la 4e journée du championnat, et prend la tête du classement avec Chambéry SMB HB. Dès lors, Nantes se dévoile comme l'un des favoris du championnat. Néanmoins, il s'incline à la dernière seconde du match face au Paris Saint-Germain et se retrouve relégué 3 longueurs du club de la capitale. Les espoirs sont réduits à néant au match retour, quand les Jaunes et Violets s'inclinent 34-29 à la Halle Carpentier. Mais comme la saison précédente, le HBC Nantes donne du piment à sa fin de saison grâce à la Ligue des champions. Après être terminé quatrième de sa poule, le H bat les allemands du Rhein-Neckar Löwen en huitième de finale, grâce à un magnifique match retour (30-27), après avoir pourtant perdu le match aller (34-32). Il affronte le FC Barcelone en quart de finale, mais s'incline lourdement dès le match aller à domicile (24-32), puis de peu au match retour (29-26). Ce parcours en Ligue des champions ne compense toutefois que partiellement les mauvais résultats sur la scène nationale avec un quatrième place en Championnat et des éliminations en quart de finale des Coupes de France et de la Ligue, soit la plus mauvaise saison depuis 2010-2011.
Le 13 mars 2019, le HBC Nantes annonce la fin de sa collaboration avec son entraîneur Thierry Anti en 2020. Finalement, un accord financier est trouvé entre Anti et Nantes pour rompre le contrat à un an de son échéance : Anti prend alors la direction du club portugais du Sporting Clube de Portugal et Alberto Entrerríos, joueur de 2012 à 2016 puis entraîneur adjoint depuis 2016, lui succède. De même, alors que Nicolas Claire doit rejoindre le PAUC en 2020 et être remplacé par Aymeric Minne qui ferait le chemin inverse, les 2 joueurs souhaitent rejoindre leurs nouveaux clubs respectifs dès l'été 2019 et un accord est finalement trouvé entre les parties pour que l'échange puisse se faire. L'intersaison 2019 est ainsi marquée par d'importantes modifications de l'effectif avec neuf départs (Anti, Auffret, Bonnefoi, Claire, Delecroix, Guillo, Lagarde, Lie Hansen, Siffert) pour sept arrivées (Augustinussen, Burić, Cavalcanti, García, Minne, Nielsen, Ovniček).
La saison 2019-2020 fut solide... jusqu'à ce que toutes ces compétitions se sont arrêtées à cause de la pandémie de Covid-19. Les Nantais pointent à une belle deuxième place (29 points), derrière le Paris Saint-Germain (35 points) et devant l'équipe de USAM Nîmes Gard (26 points), dans un championnat arrêté après la 18e journée en raison de la pandémie de Covid-19 en France. Les Nantais étaient également qualifiés en demi-finale de Coupe de la Ligue, en demi-finale de Coupe de France et en phase de poule de la Coupe de l'EHF.
Lors de la saison suivante, le club se qualifie pour la deuxième fois pour le Final Four de la Ligue des champions à Cologne : après une phase de poule moyenne (bilan de 5 victoires, 2 matchs nuls et 7 défaites), Nantes élimine en huitièmes de finale le KS Kielce (défaite 24-25 à domicile et victoire 34-31 en Pologne) puis en quart de finale le Veszprém KSE (victoire 32-28 à domicile et défaite 30-32 en Hongrie). Le club est finalement éliminé en demi-finale du Final 4 par le FC Barcelone.
Le 19 décembre 2021, le H remporte sa deuxième Coupe de la Ligue en battant Chambéry 28-21.
La saison 2022-2023 débute par le deuxième Trophée des champions remporté par le club après la victoire 37-33 face au PSG. En Championnat, le club est à la lutte pour le titre toute la saison, mais après une défaite face au PSG lors de l'avant dernière journée, le H termine finalement troisième derrière le PSG et le Montpellier Handball. Le club est aussi éliminé par le Wisła Płock en huitièmes de finale de la Ligue des champions après une séance de tirs au but. En revanche, il remporte sa deuxième Coupe de France face à Montpellier.
Lors de la saison 2023-2024, le club termine deuxième en championnat à un petit point du PSG et remporte une deuxième Coupe de France consécutive en s'imposant en finale face au Paris Saint-Germain (31-23),. En Ligue européenne, après une bonne phase de poule, Nantes est battu 30-37 à domicile en quarts de finale par le Füchse Berlin malgré un beau match nul à l'aller en Allemagne
Lors de la saison 2024-2025, les Nantais sont leaders pour la première à la mi-saison en championnat. Malheureusement pour eux, les Nantais s'inclinent deux fois sur la phase retour et doivent une nouvelle fois se contenter de la deuxième place. En revanche, ils se qualifient pour la troisième fois de leur histoire au Final Four de la Ligue des champions, après avoir battu le Sporting Portugal en quart de finale. Mais comme la saison précédente, les Nantais sont nettement battus par le Füchse Berlin en demi-finale, subissant la plus lourde défaite de son histoire en Coupe d'Europe (24-34). Dans la petite finale, le H a une belle réaction d'orgueil face au FC Barcelone et termine finalement troisième (30-25).

## Palmarès
| Compétitions internationales                                                                                                 | Compétitions nationales | Compétitions nationales de niveau inférieur |
| - C1 : Ligue des champions (0) : - Finaliste en 2018 - 3e en 2025 - C3 : Coupe de l'EHF (0) : - Finaliste en 2013 et en 2016 | - Championnat de France (0) : - Vice-champion en 2017, 2020, 2022, 2024 et 2025 - Coupe de France (3) : - Vainqueur en 2017, 2023 et 2024 - Finaliste en 2015 et 2022 - Coupe de la Ligue (2) : - Vainqueur en 2015 et 2022 - Finaliste en 2013 et en 2017 - Trophée des champions (3) : - Vainqueur en 2017, 2022 et 2024 - Finaliste en 2016 et 2023 | - Championnat de France de Division 2 (1) : - Champion en 2008 - Championnat de France de Nationale 1 (0) : - Vice-champion en 2005 - Championnat de France de Nationale 2 (0) : - Vice-champion en 2000 - Championnat de France de Nationale 3 (1) : - Champion en 1998 |

### Bilan saison par saison
| Saison                                             | Compétitions nationales | Compétitions nationales | Compétitions nationales | Compétitions nationales | Compétitions nationales | Coupes d'Europe*           |
| Saison                                             | Niv.                    | Championnat             | Coupe de France         | Coupe de la Ligue       | Trophée des champions   | Coupes d'Europe*           |
| -------------------------------------------------- | ----------------------- | ----------------------- | ----------------------- | ----------------------- | ----------------------- | -------------------------- |
| 1964-1965                                          | 2                       | 5e                      | Pas de compétition      | Pas de compétition      | Pas de compétition      | N.Q.                       |
| 1965-1966                                          | 1                       | 29e                     | Pas de compétition      | Pas de compétition      | Pas de compétition      | N.Q.                       |
| 1966-1967                                          | 1                       | 25e                     | Pas de compétition      | Pas de compétition      | Pas de compétition      | N.Q.                       |
| 1967-1968                                          | 2                       | 2e poule F              | Pas de compétition      | Pas de compétition      | Pas de compétition      | N.Q.                       |
| 1968-1969                                          | 2                       | 7e poule D              | Pas de compétition      | Pas de compétition      | Pas de compétition      | N.Q.                       |
| Classement et division inconnus entre 1969 et 1988 |                         |                         |                         |                         |                         |                            |
| 1988-1989                                          | 3                       | ?e                      | N.Q.                    | Pas de compétition      | Pas de compétition      | N.Q.                       |
| 1989-1990                                          | 2                       | ? e                     | N.Q.                    | Pas de compétition      | Pas de compétition      | N.Q.                       |
| 1990-1991                                          | 2                       | ? e                     | ?                       | Pas de compétition      | Pas de compétition      | N.Q.                       |
| 1991-1992                                          | 3                       | ? e                     | N.Q.                    | Pas de compétition      | Pas de compétition      | N.Q.                       |
| Classement et division inconnus entre 1992 et 1996 |                         |                         |                         |                         |                         |                            |
| 1996-1997                                          | 4                       | 13e                     | N.Q.                    | Pas de compétition      | Pas de compétition      | N.Q.                       |
| 1997-1998                                          | 5                       | 1er                     | N.Q.                    | Pas de compétition      | Pas de compétition      | N.Q.                       |
| 1998-1999                                          | 4                       | 8e                      | N.Q.                    | Pas de compétition      | Pas de compétition      | N.Q.                       |
| 1999-2000                                          | 4                       | 2e                      | N.Q.                    | Pas de compétition      | Pas de compétition      | N.Q.                       |
| 2000-2001                                          | 3                       | 8e                      | 1/16 de finale          | Pas de compétition      | Pas de compétition      | N.Q.                       |
| 2001-2002                                          | 3                       | 3e                      | 1/8 de finale           | N.Q.                    | Pas de compétition      | N.Q.                       |
| 2002-2003                                          | 3                       | 6e                      | 1/64 de finale          | N.Q.                    | Pas de compétition      | N.Q.                       |
| 2003-2004                                          | 3                       | 4e                      | Pas de compétition      | N.Q.                    | Pas de compétition      | N.Q.                       |
| 2004-2005                                          | 3                       | 2e                      | 1/64 de finale          | N.Q.                    | Pas de compétition      | N.Q.                       |
| 2005-2006                                          | 2                       | 5e                      | 1/32 de finale          | N.Q.                    | Pas de compétition      | N.Q.                       |
| 2006-2007                                          | 2                       | 7e                      | 1/32 de finale          | N.Q.                    | Pas de compétition      | N.Q.                       |
| 2007-2008                                          | 2                       | 1er                     | 1/32 de finale          | N.Q.                    | Pas de compétition      | N.Q.                       |
| 2008-2009                                          | 1                       | 12e                     | 1/16 de finale          | 1/8 de finale           | Pas de compétition      | N.Q.                       |
| 2009-2010                                          | 1                       | 9e                      | 1/8 de finale           | 1/4 de finale           | Pas de compétition      | N.Q.                       |
| 2010-2011                                          | 1                       | 5e                      | 1/8 de finale           | 1/8 de finale           | N.Q.                    | N.Q.                       |
| 2011-2012                                          | 1                       | 4e                      | Demi-finale             | Demi-finale             | 4e                      | C3 : 3e tour               |
| 2012-2013                                          | 1                       | 5e                      | Demi-finale             | Finale                  | 4e                      | C3 : Finale                |
| 2013-2014                                          | 1                       | 4e                      | Demi-finale             | 1/4 de finale           | N.Q.                    | C3 : 1/4 de finale         |
| 2014-2015                                          | 1                       | 6e                      | Finale                  | Vainqueur               | 4e                      | C3 : 3e tour               |
| 2015-2016                                          | 1                       | 3e                      | 1/4 de finale           | Demi-finale             | 4e                      | C3 : Finale                |
| 2016-2017                                          | 1                       | 2e                      | Vainqueur               | Finale                  | 2e                      | C1 : 1/8 de finale         |
| 2017-2018                                          | 1                       | 3e                      | 1/4 de finale           | 1/4 de finale           | Vainqueur               | C1 : Finale                |
| 2018-2019                                          | 1                       | 4e                      | 1/4 de finale           | 1/4 de finale           | 3e                      | C1 : 1/4 de finale         |
| 2019-2020                                          | 1                       | 2e                      | Annulée (1/2 finale)    | Annulée (1/2 finale)    | N.Q.                    | C3 : Annulée (ph. groupes) |
| 2020-2021                                          | 1                       | 3e                      | N.Q.                    | Pas de compétition      | Pas de compétition      | C1 : 4e                    |
| 2021-2022                                          | 1                       | 2e                      | Finale                  | Vainqueur               | N.Q.                    | C3 : 1/4 de finale         |
| 2022-2023                                          | 1                       | 3e                      | Vainqueur               | Pas de compétition      | Vainqueur               | C1 : 1/8 de finale         |
| 2023-2024                                          | 1                       | 2e                      | Vainqueur               | Pas de compétition      | Finale                  | C3 : 1/4 de finale         |
| 2024-2025                                          | 1                       | 2e                      | 1/4 de finale           | Pas de compétition      | Vainqueur               | C1 : 3e                    |
| 2025-2026                                          | 1                       | à venir                 | à venir                 | Pas de compétition      | N.Q.                    | C1 : à venir               |

Légende : N.Q. = non qualifié pour la compétition, C1=Ligue des champions, C3= Coupe de l'EHF/Ligue européenne.

## Effectif actuel

### Transferts
Les transferts pour la saison courante et la saison prochaine sont :
| Saison    | Joueur                   | Poste          | Provenance/Destination                           | Durée |
| --------- | ------------------------ | -------------- | ------------------------------------------------ | ----- |
| Arrivées  |                          |                |                                                  |       |
| 2024-2025 | Ignacio Biosca (03/2024) | Gardien de but | Veszprém KSE                                     | 3 ans |
| 2024-2025 | Ayoub Abdi               | Arrière droit  | Fenix Toulouse Handball                          | 3 ans |
| 2024-2025 | Nicolas Tournat          | Pivot          | KS Kielce                                        | 3 ans |
| 2024-2025 | Matej Gaber              | Pivot          | SC Pick Szeged                                   | 3 ans |
| 2024-2025 | Shuichi Yoshida          | Pivot          | Dunkerque HGL                                    | 2 ans |
| 2024-2025 | Noam Leopold             | Ailier gauche  | Pfadi Winterthur                                 | 3 ans |
| 2025-2026 | Ian Tarrafeta            | Demi-centre    | Pays d'Aix UC                                    | 4 ans |
| 2025-2026 | Romain Lagarde           | Arrière gauche | Pays d'Aix UC (Arrivée en Joker en Février 2025) | 3 ans |
| Départs   |                          |                |                                                  |       |
| 2024-2025 | Alexandre Cavalcanti     | Arrière gauche | MT Melsungen                                     |       |
| 2024-2025 | Jorge Maqueda            | Arrière droit  | KS Kielce                                        |       |
| 2024-2025 | Théo Monar               | Pivot          | KS Kielce                                        |       |
| 2024-2025 | William Höghielm         | Pivot          | SCP Porto                                        |       |
| 2024-2025 | Baptiste Damatrin        | Ailier gauche  | Tatabánya KC                                     |       |
| 2024-2025 | Jérémy Toto              | Pivot          | SC Pick Szeged                                   |       |
| 2025-2026 | Lucas de la Bretèche     | Demi-Centre    | Pays d'Aix UC                                    |       |

## Organisation et personnalités liées au club

### Dirigeants

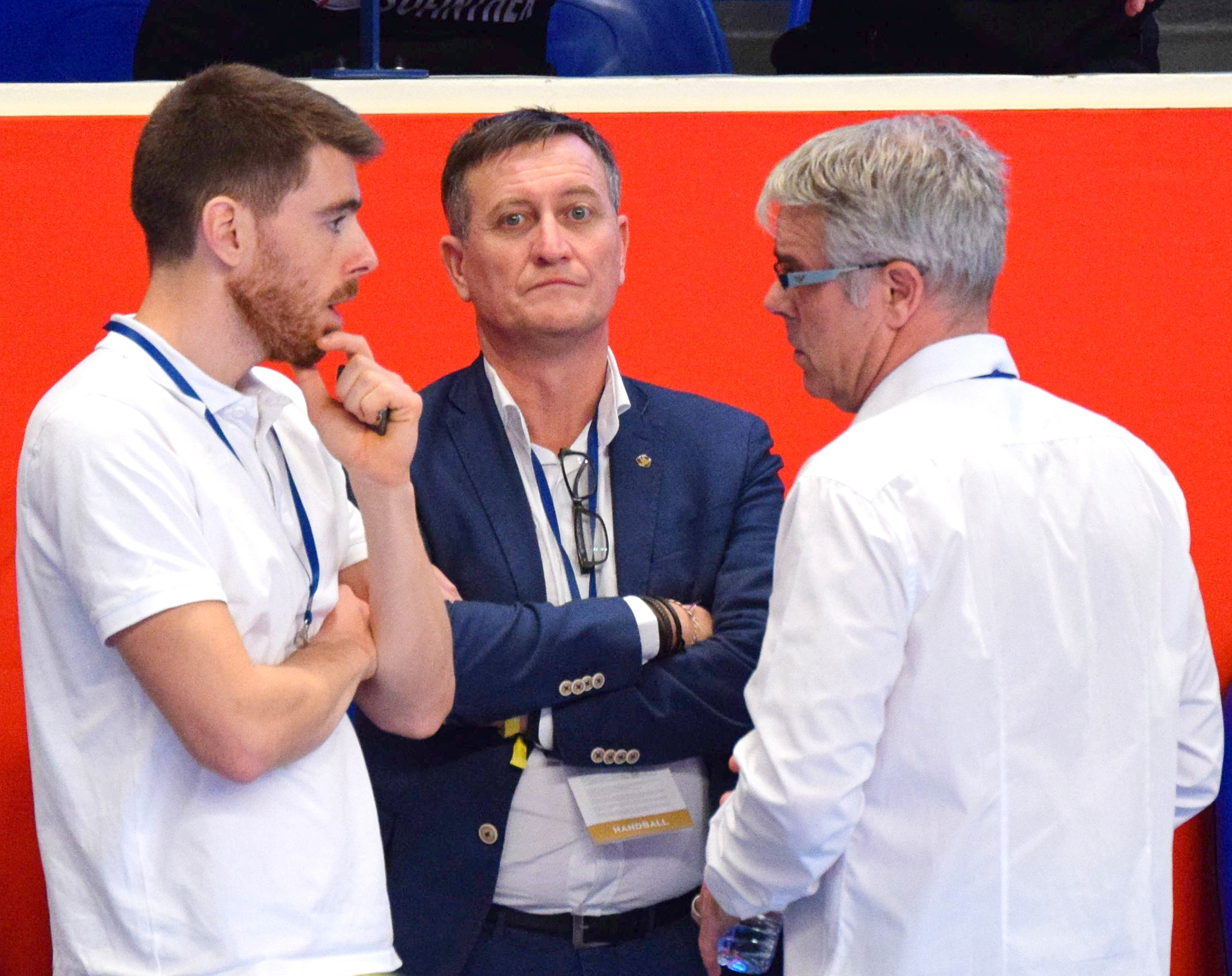
Gaël Pelletier, président depuis 2008 (au centre), en décembre 2017.

Le club compte onze présidents :
- M. Parlant 1953-1955
- M. Oswald 1956-1957
- M. Jegou 1957-1960
- Jean Queuille 1960-1964
- M. Maujean 1964-1977
- Jacques Guyot 1977-1988†[31]
- Pierre Orrière 1988-1996
- Jean-Luc Landas 1996-1998
- Jean-Paul Laléouse 1998-2003
- Claude Poulmarc'h 2003-2008
- Gaël Pelletier depuis 2008

### Entraîneurs
Parmi les entraîneurs qui ont fait l'histoire du club, on trouve :
- Janos Stiller, entraîneur à partir de 1989
- Abdou Kara-Terki, entraîneur au début des années 2000.
- Fabrice Bonhour, entraîneur en N1 de 2002[32] à 2004.
- Stéphane Moualek, entraîneur de 2004 à février 2009 : acteur de la montée en D2 en 2005 et en D1 en 2008, par la suite entraîneur de Nantes Loire Atlantique Handball (D1F).
  - Fabrice Bonhour, adjoint jusqu'en 2006.
- Grégory Cojean, entraîneur (intérim) de février à juin 2009
- Thierry Anti, entraîneur de 2009 à 2019 : acteur de la première finale européenne (Coupe de l'EHF 2012-2013), de la première victoire en compétition nationale (Coupe de la Ligue 2014-2015), de la 2e place en D1 (2017) et de la finale de la Ligue des champions (2018).
  - Grégory Cojean, adjoint de 2009 à 2016.
  - Alberto Entrerríos, adjoint de 2016 à 2019.
- Alberto Entrerríos, entraîneur de 2019 à 2022.
  - Grégory Cojean, adjoint de 2019 à 2022.
- Grégory Cojean, entraîneur actuel depuis 2022.

### Joueurs français emblématiques
- Stéphane Moualek (2004-2007), double champion de France (1992, 2001), vainqueur de la Coupe de France (1992), vainqueur de la Coupe de la Ligue (2002)
- Alan Albert (1998-1999 puis 2006-2008), ancien préparateur physique du club
- Pierre Fabre (2002-2010)
- Julien Stephant (2003-2010)
- Erwann Labarre (1994-2011), joueur emblématique ayant connu la montée de la N3 jusqu'à la D1 et l'accession en coupe d'Europe
- Jérémy Vergely (2005-2011)
- Audräy Tuzolana (2009-2011), ancien international A, vainqueur de la Coupe de l'EHF (2009), champion de France (2008)
- Bruno Pagès (2002-2012)
- Frédéric Dole (2007-2013), double champion de France (2005, 2006), 2 fois vainqueur de la Coupe de France (2005, 2006), vainqueur de la Coupe de la Ligue (2007)
- Andy Pijulet (2009-2013)
- Paul Mourioux (2010-2013)
- Seufyann Sayad (2009-2014), ancien international A, élu meilleur joueur du Championnat d'Afrique des nations (2012)
- Mathieu de la Bretèche (2011-2015), vainqueur de la Coupe de la Ligue (2015)
- Igor Anic (2014-2015), international A, champion du monde (2015), champion d'Europe (2014), vainqueur de la Ligue des champions (2010), champion de France (2006)
- Jordan Camarero (2013-2016), vainqueur de la Coupe de la Ligue (2015)
- O'Brian Nyateu (2012-2017), vainqueur de la Coupe de France (2017), vainqueur de la Coupe de la Ligue (2015)
- Théo Derot (2015-2017), international A, vainqueur de la Coupe de France (2017), élu meilleur espoir de LNH (2015)
- Guillaume Saurina (2017-2018), 2 saisons meilleur buteur de LNH (2010, 2012)
- Nicolas Claire (2013-2019), international A, 3e au championnat d'Europe (2018), champion de France (2013), 2 fois vainqueur de la Coupe de France (2007, 2017)
- Florian Delecroix (2015-2019), vainqueur de la Coupe de France (2017), vainqueur de la Coupe de la Ligue (2015)
- Romain Lagarde (2015-2019), international A, 3e au championnat d'Europe (2018), vainqueur de la Coupe de France (2017), vainqueur de la Coupe de la Ligue (2015)
- Arnaud Siffert (2011-2013 puis 2016-2019), 3 fois vainqueur de la Coupe de France (2011, 2016, 2017), 2 fois vainqueur de la Coupe de la Ligue (2014, 2016)
- Rock Feliho (depuis 2009), vainqueur de la Coupe de France (2017), vainqueur de la Coupe de la Ligue (2015), vainqueur du Trophée des Champions (2017)
- Nicolas Tournat (2014-2020), international A, 3e au championnat d'Europe (2018), vainqueur de la Coupe de France (2017), vainqueur de la Coupe de la Ligue (2015)
- Cyril Dumoulin (depuis 2016), international A, champion du monde (2015), champion d'Europe (2014), 3e au championnat d'Europe (2018), vainqueur de la Coupe de France (2017)
- Olivier Nyokas (depuis 2016), international A, champion du monde (2017), vice-champion olympique (2016), 2 fois vainqueur de la Coupe de France (2007, 2017)
- Dragan Pechmalbec (depuis 2017), international A, vainqueur de la Coupe de France (2017), vainqueur du Trophée des Champions (2017)
- Julian Emonet (2017-2020), champion de France (2014), vainqueur de la Coupe de France (2011), vainqueur de la Coupe de la Ligue (2013)

### Une filière d'étrangers de haut niveau
- Attila Borsos (1988-1990), international hongrois
- Hatem Haraket (2008-2010), international tunisien
- Bruno Souza (2008-2011), international brésilien
- Kim Ekdahl du Rietz (2011-2012), international suédois, vice-champion olympique (2012), vainqueur de la Coupe de l'EHF (2013)
- Borja Fernandez (2011-2013), international qatari, vice-champion du monde (2015), double champion d'Asie (2014, 2016)
- Marouène Maggaiez (2008-2014), international tunisien, triple champion d'Afrique (2006, 2010, 2012), triple vice-champion d'Afrique (2008, 2014, 2016)
- Gunnar Steinn Jónsson (2012-2014), international islandais
- Jorge Maqueda (2012-2015 et depuis 2022), international espagnol, champion du monde (2013), vainqueur de la Ligue des Champions (2017), vice-champion d'Europe (2016)
- Aymen Toumi (2013-2015), international tunisien, champion d'Afrique (2012), vice-champion d'Afrique (2014), vainqueur de la Coupe de France (2016)
- Wilson Davyes (2014-2015), international portugais, vainqueur de la Coupe de la Ligue (2015)
- Alberto Entrerríos (2012-2016), international espagnol, double champion du monde (2005, 2013), 3 fois vainqueur de la Ligue des Champions (2006, 2008, 2009)
- Gorazd Škof (2013-2016), international slovène, vice-champion d'Europe (2004), champion de France (2017), 2 fois vainqueur de la Coupe de la Ligue (2015, 2017)
- Matías Schulz (2014-2016), international argentin, triple champion panaméricain (2010, 2012, 2014), 3e au championnat panaméricain (2016)
- Rodrigo Salinas Muñoz (2015-2016), international chilien, vice-champion panaméricain (2016), triple 3e au championnat panaméricain (2010, 2012, 2014)
- Mahmoud Gharbi (2010-2017), international tunisien, triple champion d'Afrique (2006, 2010, 2012), triple vice-champion d'Afrique (2008, 2014, 2016)
- Dominik Klein (2016-2018), international allemand, champion du monde (2007), 3 fois vainqueur de la Ligue des Champions (2007, 2010, 2012)
- Jerko Matulić (2016-2018), international croate, vainqueur de la Coupe de France (2017), vainqueur du Trophée des Champions (2017)
- Espen Lie Hansen (2018-2019), international norvégien, vice-champion du monde (2017), champion de France (2014), vainqueur de la Coupe de la Ligue (2013)
- David Balaguer (2015-2022), international espagnol, champion d'Europe (2018), vainqueur de la Coupe de France (2017), vainqueur du Trophée des Champions (2017), vainqueur de la Coupe de la Ligue (2022)
- Eduardo Gurbindo (2016-2021), international espagnol, champion d'Europe (2018), vainqueur de la Ligue des Champions (2015), vice-champion d'Europe (2016)
- Kiril Lazarov (2017-2022), international macédonien, vainqueur de la Ligue des Champions (2015), vainqueur du Trophée des Champions (2017), vainqueur de la Coupe de la Ligue (2022)
- Valero Rivera (2010-2016 puis depuis 2018), international espagnol, champion du monde (2013), champion d'Europe (2018), vainqueur de la Ligue des Champions (2005)
- Senjamin Burić (2016-2018 puis 2019-2020), international bosnien, vainqueur de la Coupe de France (2017), vainqueur du Trophée des Champions (2017)
- Antonio García Robledo (2019-2020), international espagnol, champion du monde (2013), vice-champion d'Europe (2016), champion de France (2013)
- Emil Nielsen (2019-2022), international danois, vainqueur de la Coupe de la Ligue (2022)
- Alexandre Cavalcanti (depuis 2019), international portugais, vainqueur de la Coupe de la Ligue (2022)

### Un centre de formation performant
- Andy Pijulet (contrat pro au club en 2009), passé par  Angers Noyant Handball (D2)
- Paul Mourioux (contrat pro au club en 2010), passé par  USAM Nîmes Gard (D1) et  Billère Handball (D2)
- Mathieu de la Bretèche (contrat pro au club en 2011)
- Louis Roche (en formation de 2009 à 2012), joueur de  Istres Provence Handball (D1), passé par  Chartres Métropole Handball 28 (D1 et D2),  Girondins de Bordeaux HBC (D2)
- Matthieu Ong (en formation de 2010 à 2012), joueur de  Pays d'Aix Université Club Handball (D1)
- O'Brian Nyateu (contrat pro au club en 2012), joueur de  USAM Nîmes Gard (D1)
- Jordan Camarero (contrat pro au club en 2013), joueur de  Pays d'Aix Université Club Handball (D1)
- Florian Delecroix (contrat pro au club en 2015), joueur de  Cesson Rennes Métropole Handball (D1 et D2)
- Julien Salmon (contrat pro au club en 2016), joueur de  Valence Handball (D2), passé par  Angers Noyant Handball (D2) et  US Créteil Handball (D2)
- Romain Lagarde (contrat pro au club en 2016), international A, joueur de  Pays d'Aix Université Club Handball (D1)
- Robin Cantegrel (en formation de 2012 à 2017), international A, joueur de  Cesson Rennes Métropole Handball (D2), passé par  Pontault-Combault Handball (D1 et D2)
- Nicolas Tournat (contrat pro au club de 2014 à 2020), international A, joueur de  KS Kielce
- Dragan Pechmalbec (contrat pro au club en 2017), international A, actuellement au club
- Thibaud Briet (contrat pro au club en 2020), actuellement au club
- Baptiste Damatrin (contrat pro au club en 2020), international Junior, actuellement au club

### Les meilleurs buteurs du club
En matchs officiels, depuis l'accession en D1. En gras, les joueurs actuellement au club. En italique, les joueurs prêtés
MAJ 12/05/2020
- Valero Rivera (1627)
- Nicolas Claire (915)
- Nicolas Tournat (850)
- David Balaguer (755)
- Frédéric Dole (442)
- Jorge Maqueda (437)
- Kiril Lazarov (429)
- Eduardo Gurbindo (386)
- Alberto Entrerríos (382)
- Olivier Nyokas (311)
- Dominik Klein (304)
- Romain Lagarde (266)
- Seufyann Sayad (263)
- Mahmoud Gharbi (259)
- Michele Skatar (236)
- Senjamin Burić (198)
- Nemanja Pribak (en) (193)
- O'Brian Nyateu (190)
- Théo Derot (189)
- Jérémy Vergely (184)
- Jordan Camarero (171)
- Florian Delecroix (159)
- Audräy Tuzolana (156)
- Dragan Pechmalbec (141)
- Gunnar Steinn Jónsson (119)
- Hatem Haraket (113)
- Jerko Matulić (112)
- Paul Mourioux (109)
- Aymeric Minne (105)
- Rock Feliho (104)

### Les joueurs les plus capés au club
En matchs officiels, depuis l'accession en D1. En gras, les joueurs actuellement au club. En italique, les joueurs prêtés
MAJ 12/05/2020
- Rock Feliho (340)
- Valero Rivera (278)
- Nicolas Tournat (262)
- Mahmoud Gharbi (243)
- Nicolas Claire (229)
- O'Brian Nyateu (199)
- David Balaguer (193)
- Arnaud Siffert (193)
- Marouène Maggaiez (166)
- Mathieu de la Bretèche (151)
- Cyril Dumoulin (150)
- Dragan Pechmalbec (148)
- Romain Lagarde (148)
- Frédéric Dole (138)
- Jordan Camarero (135)
- Eduardo Gurbindo (119)
- Alberto Entrerríos (118)
- Kiril Lazarov (112)
- Michele Skatar (109)
- Seufyann Sayad (106)
- Jorge Maqueda (105)
- Florian Delecroix (103)
- Olivier Nyokas (100)
- Paul Mourioux (98)
- Bruno Pagès (95)
- Dominik Klein (90)
- Senjamin Burić (88)
- Gorazd Škof (87)
- Andy Pijulet (85)
- Gunnar Steinn Jónsson (79)

### Un public conquis
- 2011-2012 : meilleure affluence en championnat pour la saison (plus de 76 000 supporters dans l'année)
- 2012-2013 : record historique national d'affluence pour un club de handball sur une saison (plus de 100 000 supporters dans l'année)
- 2013-2014 : record historique national d'affluence sur un match de championnat de handball (9 357 personnes pour la 12e journée contre le Paris Saint-Germain Handball)
- 2013-2014 : le public du club élu meilleur public de France par le site Handnews[33]
- 2014-2014 : meilleure affluence en championnat pour la saison (4 700 supporters de moyenne)
- 2014-2015 : record historique national d'affluence pour un match de championnat en salle tous sports collectifs confondus (10 753 personnes pour la 14e journée contre le Paris Saint-Germain Handball)
- 2014-2015 : le public du club élu meilleur public de France par le site Handnews[34]
- 2014-2015 : meilleure affluence en championnat pour la saison (4 852 supporters de moyenne)
- 2016-2017 : record historique national d'affluence pour un match de championnat en salle tous sports collectifs confondus (11 019 personnes pour la 13e journée contre le Paris Saint-Germain Handball)
- 2016-2017 : le public du club élu meilleur public de France par le site Handnews[35]
- 2016-2017 : meilleure affluence en championnat pour la saison (114 402 supporters au total[Information douteuse])

### Supporters
Depuis son retour en 1ère division du championnat Français, le HBC Nantes a vu l'émergence de deux groupes de supporters.

#### Les H Fans
À partir de 2013, une première association a vu le jour sous le nom des "H'Fans". Premier soutien inconditionnel de l'équipe, ils organisaient également des déplacements pour soutenir le HBC Nantes lors des rencontres officielles. L'association s'est retirée des tribunes du HBC Nantes à partir de 2018 sans que le groupe ne communique officiellement sur les raisons.

#### Les Ultr'h Nantes

Logo des ULTR'H NANTES en 2023

Depuis 2017, un second groupe de supporters est apparu sous le nom des "Ultr'h Nantes". Le groupe est connu pour ses animations d'envergures tels que des tifos géants crées à la Salle Métropolitaine de la Trocardière puis H Arena de Nantes lors du déménagement au Palais des Sports de Beaulieu, ainsi que pour ses chants de soutiens envers le club et les joueurs. Le groupe s'est démarqué lors ligue des champions de handball 2017-2018 où pour la première fois de l'histoire du handball moderne un tifo géant était déployé lors d'une rencontre européenne .
Très actifs sur les réseaux sociaux, le groupe de supporters "Ultr'h Nantes" dispose aussi d'un site internet où ils communiquent sur leurs animations et déplacements en France et en Europe.

### Une place forte du handball français
- 13 et 14 mars 2010 : organisateur du Final 4 de la Coupe de la Ligue 2009-2010
- 10 et 11 décembre 2011 : organisateur du Final 4 de la Coupe de la Ligue 2011-2012
- 18 et 19 mai 2013 : organisateur du Final 4 de la Coupe de l'EHF 2012-2013
- 12 décembre 2013 : organisation exceptionnelle d'une rencontre à capacité augmentée (affluence de 9 357 personnes) au Hall XXL lors de la 12e journée du championnat
- 18 décembre 2014 : organisation exceptionnelle d'une rencontre à capacité augmentée (affluence de 10 753 personnes) au Hall XXL lors de la 14e journée du championnat
- 4 et 5 septembre 2015 : organisateur du Trophée des champions 2015
- 14 et 15 mai 2016 : organisateur du Final 4 de la Coupe de l'EHF masculine 2015-2016
- 22 décembre 2016 : organisation exceptionnelle d'une rencontre à capacité augmentée (affluence de 11 019 personnes) au Hall XXL lors de la 13e journée du championnat
- Du 12 au 19 janvier 2017 : organisateur du groupe A du championnat du monde comprenant l'équipe de France au Hall XXL
- 2 décembre 2017 : organisation exceptionnelle d'une rencontre à capacité augmentée (affluence d'environ 10 000 personnes) au Hall XXL lors de la 10e journée de la phase de poules de Ligue des champions
- 7 décembre 2017 : organisation exceptionnelle d'une rencontre à capacité augmentée (affluence d'environ 10 000 personnes) au Hall XXL lors de la 12e journée du championnat

## Divers

### Identité visuelle (logo)
Le HBC Nantes ne s'est jamais positionné sur son statut de club de Bretagne, mais il utilise néanmoins des symboles bretons pour affirmer son identité. Le blason du "H" en est l'exemple, les hermines figurant sur fond violet font référence aux origines nantaises, ces hermines bretonnes sont également présentes sur le maillot. À noter également la présence du Tifo présent à chaque match au Palais des sports où est inscrit le slogan « ICI C'EST NANTES » entouré du logo du club et Gwenn-ha-du, drapeau de la Bretagne.
Ce drapeau Breton est également présent dans les tribunes porté par de nombreux supporters.
Également fort représentant de cette identité, l'hymne du "H" est marqué pour sa sonorité celte, il s'agit de la version instrumentale du groupe Dropkick Murphys, I'm Shipping Up to Boston.

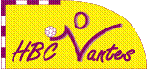
Logo dans les années 2000
Ancien logo jusqu'en 2011
Logo officiel depuis 2011

### Équipementiers
| Période           | Équipementier | Réf    |
| ----------------- | ------------- | ------ |
| 2009(?) – 2011/07 | Kappa         | ,      |
| 2011/07 – 2013/07 | ASICS         | [ 38 ] |
| 2013/07 – 2017/07 | Hummel        |        |
| 2017/07 – 2023/06 | Erima         | ,      |
| 2023/07 - 2027/06 | Nike          | [ 41 ] |